# أكرم فريد
أكرم فريد (6 مارس 1972)، هو مخرج مصري

## عن حياته
ولد في عام 1972، تخرج من كلية الطب البيطري في عام 1995، إلا أن حبه للفن جعله يلتحق بمعهد السينما لكي يدرس الإخراج، وتخرج في عام 2001، قدم العديد من الأفلام الروائية القصيرة والوثائقية من أهمها (3 ورقات)، وعمل كمساعد مخرج في البداية، ثم قدم أول أفلامه كمخرج فيلم (فرح) في عام 2004، وأخرج بعدها (حاحا وتفاحة، زي الهوا، عمر وسلمى، عائلة ميكي، إي يو سي، حماتي بتحبني)، كما أخرج مسلسلات (ساحرة الجنوب، اللهم إني صائم).

## أعمال من إخراجه

### أفلام
- 2004: فرح
- 2006: زي الهوا
- 2006: حاحا وتفاحة
- 2006: أيظن
- 2007: عمر وسلمى
- 2007: الحب كده
- 2008: آخر كلام
- 2010: عائلة ميكي
- 2011: سامي أوكسيد الكربون
- 2011: إيي يو سي
- 2011: أمن دولت
- 2012: مستر أند مسز عويس
- 2013: نظرية عمتي
- 2013: توم وجيمي
- 2014: حماتي بتحبني
- 2021: صابر وراضي
- 2021: ثانية واحدة
- 2023: الشاهد الوحيد

### مسلسلات
- 2015: ساحرة الجنوب
- 2016: ساحرة الجنوب 2
- 2017: اللهم إني صائم
- 2019: البرنسيسة بيسة
- 2023: أولاد عابد